# És jel
Az et jel, és jel vagy ampersand (&) egy logogramma, ami az „és” kötőszót jelöli. A jel a latin et betűiből álló ligatúra. Eredete felismerhető a második képen. Az első – népszerűbb – változat későbbi korból származik.

## Története
Az et jel időszámításunk szerinti első századból származó ókori római forrásokban is megtalálható. Marcus Tullius Tirót, Cicero titkárát tartják számon a kidolgozójaként. Ebben az időszakban a jel egy nagy E és T betűkből álló szögletes ligatúra volt. Az idők során ívesebbé és folyékonyabbá vált.
A VIII. században a nyugati kalligráfia meglehetősen fejlett volt, főként az unciális, az inszuláris írásban és a Karoling-minuszkulában. A kódexmásolók széles körben használták az et jelet, mivel egy egész szót sűríthettek vele egy jelbe, ezzel könnyítve munkájukat. Ennek révén a jel tovább egyszerűsödött.
A nyomtatás 1455-ös feltalálása tovább növelte mindkétféle et jel elterjedtségét. Minden új betűtípus és betűcsalád tartalmazta saját stílusához illeszkedő & jelét. Mivel az et jel használatának gyökerei a római időkből erednek, sok latin alapú ábécét használó nyelv átvette.

### Angol neve
Az et jel gyakran feltűnt a latin ábécé utolsó betűjeként, mint például Byrhtferð 1011-ben összeállított felsorolásán. Állítólag az et jel utolsó betűként való tanítása – ami a 19. században általános volt – vezetett angol elnevezéséhez (ampersand), mely az „and per se and”, vagyis „és maga az és”.

## Azetjel írása

Kézzel írt egyszerűsített et jelek

A hagyományos et jel könnyen lerajzolható az írószerszámot egy betűnyi hellyel jobbról balra fölhúzva a hely közepéig, majd egy hurkot leírva.
A mindennapi kézírásban az et jel időnként leegyszerűsödik egy fordított 3-asra, függőlegesen áthúzva. Máskor nem látszik többnek egy + jelnél vagy egy hurkolt t betűnél. Ezek a formák általánosan elfogadottak és elismertek az et jelet használó nyelvekben, még ha némelyek számára hanyagnak is tűnnek.
A jel csökkenő használata ellenére praktikus lehet olyankor, ha a rendelkezésre álló hely szűkös. Valószínűleg a ritkulása miatt az et jelet olykor hibásan rajzolják. A leggyakoribb hiba a tükörírása; esetenként violinkulccsal helyettesítik.

## Használata
Bár az angolban az írógépek előtt, a magyarban jóval korábban is széleskörűen használták, az elmúlt évtizedekben (évszázadokban) az et jel vesztett népszerűségéből. A legtöbb helyen kiírják, hogy „és”. E tendencia folytán a jel angolszász közegben régimódi hatást kelt.
Használata angol nyelvű cégnevekben elterjedt a mai napig. A rendszerváltás óta hazánkban is elterjedt, mivel a kilencvenes évek közepétől engedélyezik használatát.[forrás?]
Az angolban a két embernek címzett borítékokon is et jelet szokás írni. Például „Mr. & Mrs. Jones” vagy „John & Mary”.
Az et jel könyv- és filmcímekben és néhány más tulajdonnévben is használatos. Ezekben az esetekben az & ésként (angol szövegben and-ként) ejtendő. A különbség a két forma között többnyire esztétikai. Az et jel közelebbi kapcsolatot is jelezhet.
Az et cetera (és így tovább) kifejezést általában „etc.”-ként rövidítik az angolban. A XVIII–XIX. században az „&c” forma is használatban volt.

### Matematika
A huszadik században, a matematikai logika fejlődésével megjelent az et jel használata ÉS-ként. Magyar nyelven ezen használata sem jellemző.

### Programozási nyelvek
Az et jelnek két jellemző használata van:
1. logikai ÉS,
2. karakterláncok összefűzése.

Sok C-hez hasonló szintaktikájú nyelv különbséget tesz két forma között:
- & bitenkénti ÉS-ként
- && logikai ÉS-ként

Et jelet használnak az Ada és sok BASIC nyelven a karakterláncok összefűzésére. Az Ada megvalósításában egydimenziós tömbökkel is működik.
Egyes BASIC-nyelvjárásokban az et jel egyoperandusú szuffixumként a hosszú vagy 32 bites változókat jelöli. A BBC BASIC az et jellel bevezetett kifejezéseket hexadecimálisként értelmezi.
A MySQL-ben az et jel kettős szerepű. A logikai ÉS funkció mellett elemek bitenkénti metszetét is jelöli. 
A Unix-parancsok végén lévő et jel a háttérben futást idézi elő.
SGML-ben, XML-ben és (X)HTML-ben az et jel az SGML-entitások bevezetőjele. HTML- és XML-kódolásban az et jelet az '&amp;' kifejezés jelöli. Ezzel kapcsolatos jelenség az ampersand problem: például ha egy URL-t vagy bármi más et jelet tartalmazó szöveget ágyazunk egy RSS fájlba, az értelmezéshez szükséges az SGML-entitás (&amp;) használata, mert ellenkező esetben ez zavart okozhat a gépi feldolgozásban. Nagy mennyiségű szöveg kezelésénél ez gondot okozhat. A gond lényege, hogy az URL-ben talált & jel után a következő pontosvesszőig (;) egy entitást keres a legtöbb szoftver, amennyiben nem talál, hibát jelez. Ez egyébként a szabvány szerinti értelmezés SGML és XML alapú dokumentumok esetén, mint amilyen az XHTML is például.
A Windows-, illetve Qt-menükben és ‑címkékben az et jel jelöli az adott funkciót aktiváló gyorsbillentyűt (Alt + az aláhúzott betű).
Az et jelet alkalmanként a hexadecimális számok jelölésére is használják, például &FF = 255. (Más jelölések a 0x és a #.)

### Reprezentáció
Az et jel (ampersand) a Unicodeban és az ASCII-ben is a 38. karakterhelyen áll.
Az Unicode szabványban
- elnevezése: AMPERSAND
- hexadecimálisan: U+0026

Bevitele

Közvetlen bevitele magyar billentyűzeten az Alt Gr  + C, más nyelvekén a Shift + 6, 7 vagy 8 helyen található.
Bevitele billentyűzeten Linux-rendszeren: Ctrl + Shift + U elengedés után: 2 6 Enter

### Web-szabványok
Az URL-szintaxis megengedi a query string beszúrását a fájlnév végére, hogy kiegészítő információt adhasson a programnak. Ez a szakasz kérdőjellel (?) kezdődik; általában több kulcs-érték párból áll, et jelekkel (&) elválasztva. Például http://example.com/kereses.php?keresoszo=et+jel&hely=szocikkek. Az előző URL a HTML forrásban helyesen így szerepel (az okát feljebb részleteztük): http://example.com/kereses.php?keresoszo=et+jel&amp;hely=szocikkek.

A bal és jel stilizált, míg a kurzív változatából könnyen felismerhető eredete, a latin et szó.